# 東学
東学（とうがく）は、朝鮮半島において1860年に慶州出身の崔済愚が起こした新宗教。東学を信奉する者を東学教徒、その集団を東学党と呼ぶ。
また、第3代教祖孫秉煕からは、天道教（천도교, Cheondogyo）と呼ばれる。東学の本質は従来の思想である朱子学とも、西洋の新しい思想である西学（天主教）とも異なる朝鮮独自の思想体系を成すことを旨とした。

## 概要
朝鮮における開化期の思想は、興宣大院君と儒者達による衛正斥邪思想と、両班官僚と中人層の開化思想との対立であった。しかし、このふたつの思想は結局、政府側の対立構造であり、一般民衆に根を下ろした大衆的な運動にはならなかった。そうした中で、下からの改革を思想体系化したのが崔済愚（1824 - 1864）である。崔済愚は、慶尚北道の慶州に生まれ、儒教・仏教・民間信仰などを融合し、「東学」を創始した。この名称には「西学」すなわちキリスト教に対抗する意図がこめられている。崔済愚はやがて理想的な「後天開闢」の時代が訪れるので、人びとは東学の信者となり、真心をこめて呪文を唱え、修養して霊符を飲めば天と人が一体となり、現世において神仙になると説き、また、国の悪政を改め民を安らかにする民本主義的な思想（「輔国安民」）や、経済的に余裕のある者が貧しい者を助ける相互扶助の思想（「有無相資」）を説いた。
「東学」が一般大衆に広がった理由のひとつは、その教理の単純なことによる。すなわち、儒学の修得が長い年月と相当の財力を必要とするのに比べて、東学において、その真理に達するための修養方法は、日常的に「侍天主　造化定　永世不忘　万事知」の13文字を唱えることであった。東学教徒たちは天主（ハヌニム、「天の神」、朝鮮における古代からのシャーマニズムに由来する概念）を仰ぎ、天主はすべての人間の内に住むと述べて、人間の尊厳と平等とを説いた。また、山中に祭壇を設けて天（ハヌル）を祭り、戦いに備えるため木剣を持って剣舞の修練に努めた。
しかし、東学の教理は、革命ではなく、教化であり、東学党の上層部は常に農民（賤民層）の暴力的闘争を拒否した。東学は西学とも儒学とも異なる思想であったため、衛正斥邪派からも、開化派からも、排斥される。創始者の崔済愚は1863年、政府によって逮捕され、翌1864年、大邱で処刑され、経典は燃やされた。

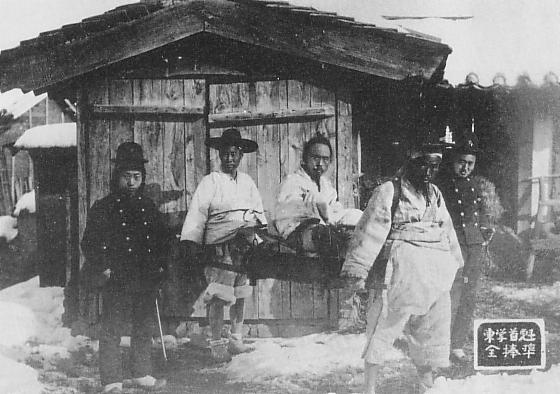
全琫準

第2代教祖の崔時亨が焼却された経典を暗誦して復元、『東経大全』（純漢文）、『龍潭遺詞』（純国文）が今に伝わっている。崔時亨は東学布教に力を注ぎ、東学は慶州から、三南地方（慶尚道・忠清道・全羅道）、さらに江原道、京畿道、黄海道南部各地へと広がった。
東学党の組織は統率が整然と行われており、最下部は「接」とし、それを統括する「接主」を置き、「接主」が統括する中間組織の「包」があり、これを「包接制度」と呼び、
その上に全東学教団を統率する道主がいた。このため、東学党の蜂起は「起包」と呼ばれた 。また、教務を処理する執行機関として「教長」「教授」「都執」「執綱」「大正」「中正」という六任制度があった。1892年末、東学の幹部は創始者崔済愚の無実の罪を取り消させ（伸冤）、名誉回復と教団の合法化をはかる「教祖伸冤運動」に着手した。東学教徒は忠清道の公州や全羅道の参礼で集会を開き、両道の観察使に教祖伸冤を要求した。両観察使がこれを拒否したので1893年1月、東学党人士は景福宮の前で伏閣上疏をおこなったが、解散を命ぜられてこの運動は頓挫した。このとき東学党の一部は各国公使館・領事館・キリスト教会などに「斥倭洋」をかかげた貼り紙を付してまわっている。当時、東学は崔時亨の直接支配下にあり、宗教運動としての純化を目指す主流派の「北接」と、全羅道の地方幹部全琫準が率い、社会・政治運動としての目標追求を目指す急進派の「南接」に分裂していた。
統率のとれた組織であった東学教団は、朝鮮政府からは厳しい取締りを受けることとなり、また、取締りと称した官吏の収奪が横行した。こうした官吏の虐政が1894年の甲午農民戦争（東学党の乱）へ発展する火種となった。1893年3月、東学幹部は教団本部のあった忠清道報恩郡帳内に、2万名あまりの教徒を集め、「斥倭洋」を唱えるとともに、観察使や守令の虐政を非難した。政府は魚允中を報恩に派遣して解散を命じた。1894年には全羅道の古阜郡で全琫準の指揮下に民乱が起こった。これが甲午農民戦争の始まりである。
全琫準は日清戦争中、日本軍によって捕縛され、1895年、漢城（現、ソウル特別市）で処刑された。井上馨日本公使は全琫準の人格に共鳴し、彼を処刑しないよう要請していたが、朝鮮政府は井上公使が帰国しているすきに、処刑を断行した。教主だった崔時亨は1898年3月、江原道原州で捕らえられ、同年6月、処刑された。日本の田中正造は、1896年に、「東学党は文明的、十二ヵ条の軍律たる徳義を守ること厳かなり」と書いてる。

## 東学の分裂と後継団体

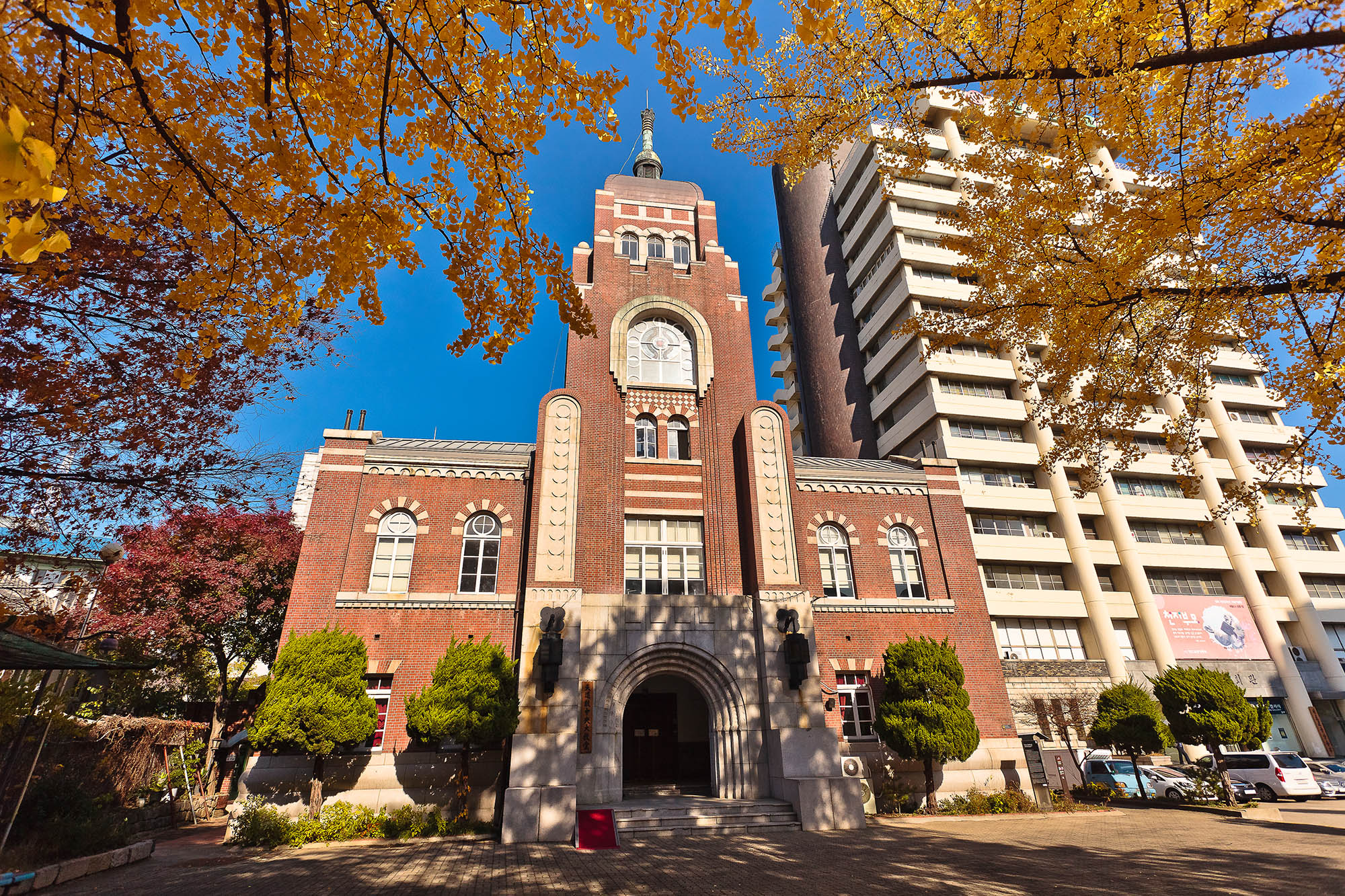
1921年竣工のソウルの天道教中央大教堂（設計中村與資平）。右のビルも教団施設

東学党教祖は孫秉煕が承継することとなった。孫は李祥憲の名で日本に渡り、開化派と接触しながら「道戦」「財戦」「言戦」の三戦論を提起した。そして、1904年、権東鎮、呉世昌らと政治団体「進歩会」を結成し、その実務を李容九にまかせた。しかし、李容九は宋秉畯と結んで親日的な団体「一進会」を創設し、日本との協調を主張した。これに対して、孫秉煕は1905年12月1日、「天道教」を宣布し、「大憲」「五款」などを定めて、東学の正統な教団であることを主張した。「天道教」は『東経大全』にある「道は則ち天道」という語句に由来する。それに対して李容九は1906年に「侍天教」を再興させ、ここで東学は「天道教」と「侍天教」に分裂した。「天道教」では1908年に朴寅浩が道主を承継すると、1911年に「新大憲」を公布して議事院を創設、1919年の三・一独立運動を経て、1923年には天道教青年党を発足させ、愛国啓蒙運動の一翼を担った。一方の「侍天教」は一進会の組織の中で親日的な活動を展開した。

### 現在の天道教
1998年10月、日本の国会を訪問した金大中は、演説の中で、アジアの三大民主主義思想として、仏教、儒教と並んで東学思想を挙げた。
2010年代現在、韓国には天道教の教会がおよそ100ヶ所あり信者数は10万人を数える。また北朝鮮には280万人の信者がいるとされ、天道教青友党という政党が朝鮮労働党の衛星政党として存在している。また日韓併合以後、日本にも伝わったものの布教には消極的だったとされ、現在は神戸市長田区にのみ教会が存続している。

## 東学党の人物
| - 崔済愚 - 崔時亨 - 孫秉煕 - 鄭雲亀 | - 徐仁周 - 徐丙鶴 - 全琫準 - 鄭益瑞 | - 金道三 - 李容九 - 崔麟 - 朴寅浩 |

## 経典
- 『東経大全』
- 『龍潭遺詞』
- 『龍潭訣釋贊』
- 『天經正義』
- 『沆瀣経』